# Вилье де Лиль-Адан, Огюст де
Фили́пп-Огю́ст-Матиа́с де Вилье́ де Лиль-Ада́н (фр. Comte Jean-Marie-Matthieu-Philippe-Auguste Villiers de l’Isle Adam; граф де Вилье де Лиль-Адан; 7 ноября 1838, Сен-Бриё, Бретань — 19 августа 1889, Париж) — французский писатель и драматург.

## Жизнь и творчество
Огюст де Вилье де Лиль-Адан — последний потомок одного из древнейших аристократических родов, он провёл почти всю жизнь в нужде, бросался во всевозможные авантюры (с его именем связано много легенд) и иногда был вынужден добывать себе хлеб даже в качестве «ходячей рекламы» мануфактурной фирмы и тому подобными способами. Умер почти нищим. Отнесён Полем Верленом к числу «про́клятых поэтов».

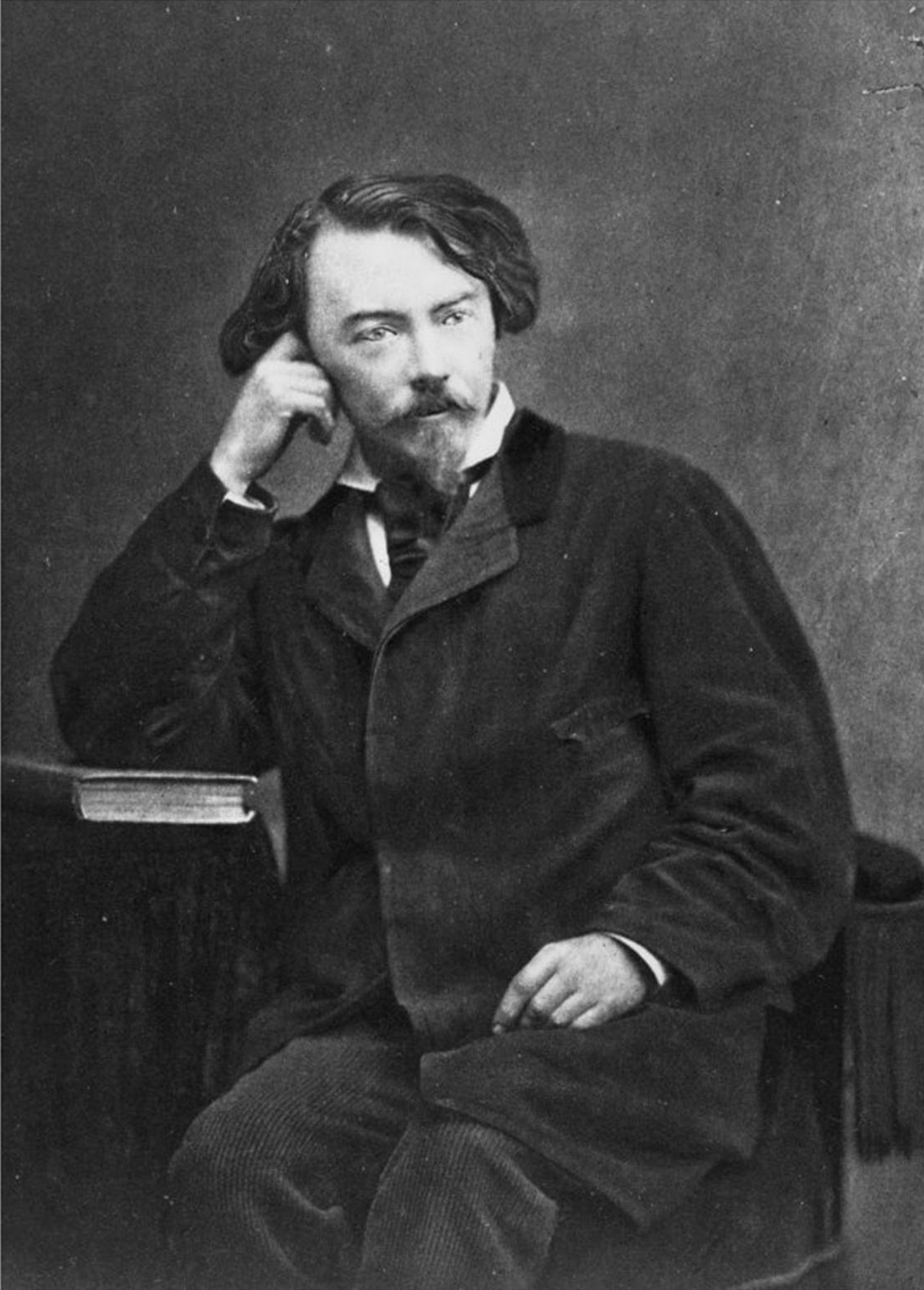
Вилье де Лиль-Адан

В литературе Вилье выступил в 1858 году со сборником «Первые стихи», затем перешёл к драме, роману и новелле. Роман «Isis» появился в 1862 году; в 1865, 1866 и 1870 годах — драмы: «Elen», «Бунт», «Моргана»; с 1866 года печатал в периодических органах свои новеллы, объединённые в 1883 году в сборнике «Жестокие рассказы», явившемся началом высшего расцвета его творчества; к этому периоду относится ещё ряд сборников его новелл: «L’Amour suprême» (1886), «Трибула Бономе» (1887), «Необычайные истории» (1888), «Новые жестокие рассказы» (1888), роман «Ева будущего» (1886), драматическая поэма «Аксель» (1889).
Вилье принадлежал вместе с Верленом и Малларме к той ветви Парнаса, которая примкнула впоследствии к символизму; особенно близко стоял Вилье к Барбе Д’Оревильи. Всё творчество Вилье, всё его мировоззрение — живое отражение протеста против нового экономического уклада, против власти денег над каждым жизненным шагом человека, над всеми его помыслами и желаниями, которая так неприкрыто проявилась, когда во Франции пришла к власти буржуазия, и в особенности когда началась горячка роста крупной индустрии и банков, то есть в период конца Второй империи и начала Третьей республики, в 1860-е, 1870-е гг. и в начале 1880-х. Землевладельческая аристократия, сметаемая с общественной арены, могла лишь с ненавистью отнестись к новому строю. Сам же Вилье проникся ненавистью также и к культурным достижениям своей эпохи — к росту техники и положительного знания; ему чудилось, что они в грядущем превратят человека в машину; он язвительно высмеял это превращение в «Еве будущего» и во многих новеллах, проникнутых глубокой иронией. Выходом для Вилье явилось мистическое миросозерцание, превознесение ирреального над реальным. И этим определяется его художественная направленность мистика в условиях буржуазной современности. Два мистических течения владели Вилье: католицизм и оккультизм.
Большое влияние на философские воззрения Вилье оказал Шопенгауэр с его пессимизмом и отрицанием жизни. В новеллах Вилье ирония является основным моментом в трактовке современных тем. «Жестокость» — мотив бессмысленного, немотивированного страдания — определяет собой тон вообще всех сборников писателя. Поистине бессмысленными и немотивированными представлялись ему страдания той общественной группы, к которой он принадлежал, в условиях нового строя. Многие из новелл Вилье отражают его оккультные тенденции и построены по принципу ирреалистической новеллы Эдгара По, оказавшего громадное влияние на творчество Вилье: под внешней, якобы реальной, сюжетной концепцией скрывается оккультная сущность сюжета; несмотря на возможность реального объяснения, факты сгруппированы так, чтобы заставить читателя не верить реальному объяснению. Сущность своей поэтики Вилье сам определил в словах: «если бы я не был парнасцем, я бы был классиком среди романтиков». И он, так часто разрабатывающий, подобно Эдгару По и Барбе Д’Оревильи, «новеллу ужасов», строит её логически и лаконически; именно этим, а не нагромождением кошмаров, достигается то почти патологическое воздействие, которое новеллы Вилье производят на читателя. Влияние Вилье в мировой литературе очень значительно: особенно сказалось оно в 1910-х и 1920-х годах у писателей ирреального склада, типа Мак-Орлана во Франции, Г. Г. Эверса и Майринка в Германии. К писательской группе, которая в 1880-х годах примкнула к Вилье, относятся Гюисманс, Э. Элло, Л. Блуа, Пеладан.
Был похоронен на кладбище Батиньоль, впоследствии его останки перенесены на кладбище Пер-Лашез.

## Сводные издания
- Œuvres complètes, t. 1-11. Paris: Mercure de France, 1922—1925
- Œuvres complètes. Paris: Gallimard, 1986

## Публикации на русском языке
- Тайны эшафота. M., 1902
- Жестокие рассказы. СПБ., 1909 (переизд. 1912)
- Новые жестокие рассказы. М., 1911.
- Новеллы// Французская новелла XIX века. Т.2. М. — Л., 1959.
- Жестокие рассказы. М.: Наука, 1975 (Литературные памятники)
- Избранное. Л., Художественная литература, 1988
- Бунт. М., Три квадрата, 2007
- Произведения времен Парижской коммуны: Картины Парижа, Клубы, Кафе-концерты